# Russellaleyrodes cumiugum
Russellaleyrodes cumiugum là một loài côn trùng cánh nửa trong họ Aleyrodidae, phân họ Aleyrodinae.
Russellaleyrodes cumiugum được Singh miêu tả khoa học đầu tiên năm 1932.